# Esteban Milutin
Esteban Uroš II Milutin Nemanjić (en serbio: Stefan Uroš II Milutin; serbio cirílico: Стефан Урош Милутин II; c. 1253 - 29 de octubre de 1321), fue rey de Serbia entre 1282 y 1321, y miembro de la Casa de Nemanjić. Su reinado coincidió con el florecimiento económico y cultural de Serbia, además de la conquista de nuevos territorios y una mejora de relaciones con el Imperio bizantino.

## Primeras conquistas

Reino de Serbia a finales del y comienzo del. El mapa muestra el territorio de Esteban Uros II Milutin, los estados de Esteban Dragutin, las conquistas de Miliutin hasta 1299 y las pérdidas temporales a comienzos del.

Era el hijo menor del rey Esteban Uroš I y su esposa, la reina Helena de Anjou, de la Casa de Anjou. Inesperadamente se convirtió en rey de Serbia después de la abdicación de su hermano Stefan Dragutin, cuando tenía alrededor de 29 años. Inmediatamente después de su ascensión al trono, atacó las tierras bizantinas de Macedonia. En 1282, conquistó el norte de Macedonia, con la ciudad de Skopie, que se convirtió en su capital. El emperador bizantino Miguel VIII Paleólogo comenzó los preparativos para la guerra, pero murió antes de su finalización. Al año siguiente Milutin consiguió avanzar aún más en territorio bizantino hacia Kavala. En 1284, Milutin también obtuvo el control del norte de Albania y la ciudad de Dyrrachion (Durrës). En los siguientes 15 años no hubo cambios en la guerra. La paz se firmó en 1299, cuando Milutin mantuvo las tierras conquistadas como dote de Simonis, hija del emperador Andrónico II Paleólogo, que se convirtió en su cuarta esposa.
Alrededor de 1287 o 1288 Milutin ayudó a su hermano Dragutin a pacificar a los nobles en el norte de Bulgaria (actualmente el este de Serbia, en la región de Branicevo), vasallos del príncipe búlgaro Shishman de Vidin. Shishman atacó a las fuerzas de Milutin, pero fue derrotado, quedándose éste como botín su capital, Vidin. Pero Shishman a su vez era vasallo de Nogai Khan, Khan del Imperio de la Horda Dorada. Nogai Khan amenazó con atacar a Milutin por su insolencia, pero cambió de opinión cuando el rey serbio le envió regalos y rehenes. Entre los rehenes se encontraba su hijo Uroš, que logró escapar de vuelta a Serbia después de la muerte Nogai Khan en 1299, y que en 1321 sucedería a su padre en el trono.

## Ampliación del reino

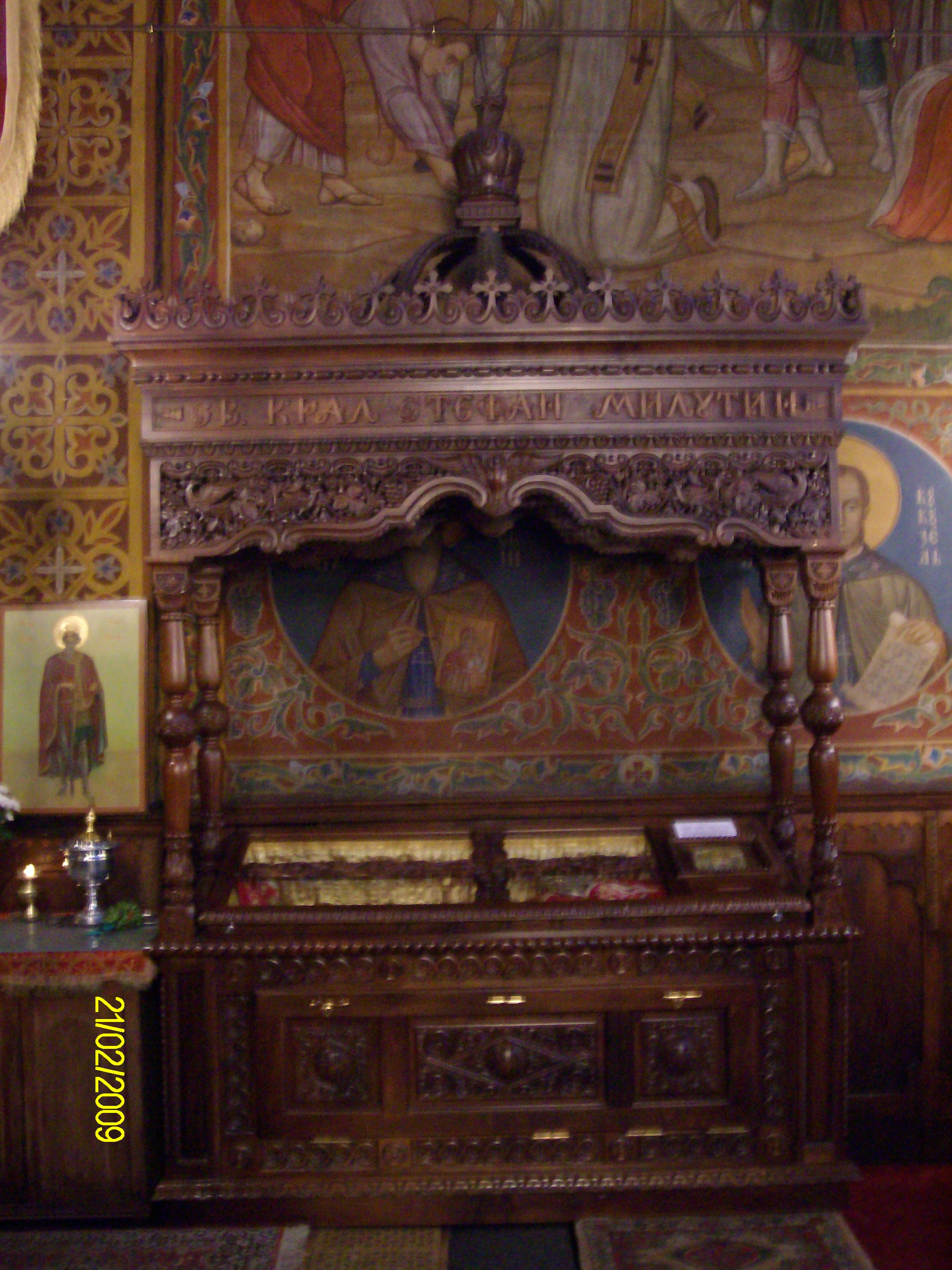
Ataúd de Stefan Uros II Milutin, en la Catedral de Sveta-Nedelya de Sofía, Bulgaria.

Hacia 1299, comenzaron las disputas con su hermano Dragutin, estallando la guerra entre ambos, que duró, con esporádicos alto el fuego, hasta la muerte de Dragutin en 1314. Durante esta guerra Milutin nombró a su hijo Stefan Uroš regente de Zeta, la actual Montenegro. Esto significaba que Stefan iba a ser el heredero del trono de Serbia, y no el hijo de Dragutin, Stefan Vladislav II. 
En 1312 sus tropas libraron la Batalla de Galípoli, enviadas por Stefan Uroš II Milutin para ayudar al emperador bizantino Andrónico II Paleólogo en la defensa de sus tierras contra los turcos otomanos. Después de numerosos intentos de someter a los turcos, el Imperio bizantino se vio obligado a recurrir a la ayuda de Serbia, con la que lograron su provisional detención. 
Tras la muerte de Stefan Dragutin en 1314, Milutin conquistó la mayor parte de sus tierras, incluyendo Belgrado. Pero en 1319 Carlos I de Hungría le arrebató el control de Belgrado y la Banovina de Moesia, aunque Milutin mantuvo el control de Braničevo. En 1314 el hijo de Milutin, Stefan Uroš se rebeló contra su padre, pero fue capturado, cegado y enviado al exilio en Constantinopla. Además nombró heredero al trono a su hijo menor, Stefan Constantino, pero en la primavera de 1321 Stefan Uroš regresó a Serbia y fue perdonado por su padre. 
Al final de la vida de Milutin, Serbia se había convertido en uno de los países más poderosos del sur de Europa, a excepción de Hungría. Milutin también fue conocido como fundador de importantes monasterios, como el Monasterio de Gracanica y la Iglesia de Nuestra Señora de Lievish. Después de su muerte, se desató una corta guerra civil, tras la que ascendió al trono su hijo mayor, que reinó como Stefan Uroš III Dečanski.
Sus restos se encuentran en la Catedral de Sveta-Nedelya, en Sofía.